# Турян, Леон
Архиепископ Леон Турян (арм. Լեոն Թուրյան, англ. Leon Tourian; 1 января 1879, Стамбул, Османская империя — 24 декабря 1933, Нью-Йорк, США) — примас Восточной Епархии Армянской апостольской церкви США, убитый 24 декабря 1933 года в Нью-Йорке политическими оппонентами.

## Предшествующие события
Гевонт Турян родился 1 января 1879 года в Стамбуле, Оттоманской Империи. До назначения в Нью-Йорк в 1931 году Турян был архиепископом Смирны, заместителем константинопольского патриарха, а затем прелатом в Греции, Болгарии и Манчестере, Великобритания.
Инцидент, который стал причиной заговора по убийству архиепископа, произошел 1 июля 1933 года в павильоне для празднования Армянского Дня на выставке Век Прогресса, проводившейся в Чикаго. Перед тем как начать молитву он приказал убрать со сцены трехцветный флаг Армянской Демократической Республики (1918—1920) до того, как он взойдёт на неё.
По мнению архиепископа, его появление рядом с этим флагом могло бы вызвать гнев советского правительства Армении, что могло бы стать серьёзной проблемой, так как Святой Престол в Эчмиадзине на территории Советской Армении был центром духовной власти армянской церкви, и католикос всех армян считал необходимым поддерживать дружественные отношения с Советскими властями.
Однако члены националистической Армянской Революционной Федерации (АРФ), известные как дашнаки, для которых флаг являлся священным символом армянской нации, восприняли это как предательство. Вскоре Турян был атакован 5 членами АРФ в Вустере, штат Массачусетс. Двое из нападавших были осуждены. После этого инцидента Турян нанял телохранителя.

## Убийство
Конфликт достиг своего апогея 24 декабря 1933 года, когда несколько человек напали в начале службы на архиепископа Леона Туряна в Церкви Святого Креста в Вашингтон Хайтс в Манхэттене накануне Рождества. Коссоф Гаргодиян, постоянный телохранитель Туряна, сидел в задней части церкви, будучи уверен в том, что нападение на Туряна невозможно в святом месте в предрождественский день. Однако в конце процессии, когда архиепископ проходил мимо пятого с конца ряда скамей, он был внезапно окружён группой людей, вставших таким образом, чтобы скрыть действия своих товарищей. Двое из них нанесли архиепископу Туряну удары большими ножами для разделки мяса, и как только архиепископ упал, нападавшие рассеялись и исчезли в толпе. Двое из нападавших были схвачены прихожанами, избиты, а затем переданы полиции.
Полиция вскоре задержала 7 других нападавших, которые все являлись членами АРФ. 14 июля 1934 года, после судебного процесса, который длился 5 недель, двое из арестованных, Мадтэос Лейлегян и Нишан Саркисян, были признаны виновными в убийстве первой степени, а другие семь в причинении смерти первой степени. Лейлегян и Саркисян были приговорены к смертной казни, но губернатор Нью-Йорка Герберт Леман заменил смертный приговор на пожизненное заключение «в связи с чрезвычайными обстоятельствами этого дела». Остальные 7 были приговорены к различным срокам тюремного заключения, от 10 до 20 лет.

## Последствия
После убийства прихожане Армянской Апостольской Церкви в Америке разделились между церквями, связанными с Католикосатом Всех Армян (Святейший Престол Эчмиадзина), располагавшимся тогда на территории Советской Армении, и церквями, связанными с Католикосатом Киликии, в Антелиас, вблизи Бейрута, Ливан, несмотря на то, что литургия осталась той же.
Отдельные конгрегации стали по составу полностью дашнакскими или анти-дашнакскими, в некоторых случаях с насильственными исключениями и жестокими драками. На протяжении десятилетий армяне с дашнакскими убеждениями будут считать девятерых осуждённых дашнаков невинными козлами отпущения, а архиепископа — предателем своего народа, в то время как армяне недашнакских убеждений будут считать девятерых осуждённых и всю дашнакскую партию ответственными за это преступление.
В настоящее время в Америке функционируют две структуры Армянских Апостольских Церквей:
- Святейший Престол Эчмиадзина

- Восточная Епархия Армянской Апостольской Церкви в Америке

- Западная Епархия Армянской Апостольской Церкви в Америке

- Святой Престол Киликии

- Восточная Епархия Армянской Церкви в Америке

- Западная Епархия Армянской Церкви в Америке